# Neonella minuta
Neonella minuta är en spindelart som beskrevs av Galiano 1965. Neonella minuta ingår i släktet Neonella och familjen hoppspindlar. Inga underarter finns listade i Catalogue of Life.